# سرولي بلوتنيك
سرولي بلوتنيك (بالإنجليزية: Srully Blotnick)‏ (وُلد في 22 مايو 1941 - توفي 18 ديسمبر 2004) هو مؤلف وصحفي أمريكي. تشمل الكتب البارزة التي ألفها بلوتنيك «كيف تصبح غنيًا بطريقتك الخاصة»، و«أجهزة الكمبيوتر جعلت من السخرية أمرًا سهلًا» ، و«شركة ستيبلشيس: الأزمات المتوقعة في الأعمال التجارية»، و«الارتباط: الحياة الخاصة من النجاح الوظيفي المرأة»، و«الرجال الطموحين: الدوافع والأحلام والأوهام».

## تعليمه
التحق بلوتنيك بجامعة ميامي نظرًا لكونه سباح خبير، لكنه انتقل في وقت لاحق إلى معهد رينسيلار للرياضيات التقنية. التحق بلوتنيك بعد حصوله على درجة البكالوريوس بجامعة كاليفورنيا، بيركلي، ثم جامعة برينستون، حيث حصل على درجة الماجستير في الرياضيات والفيزياء مع مرتبة الشرف. أخذه اهتمامه في النماذج الرياضية في علم الاجتماع إلى جامعة كولومبيا حيث أجري مسح، بتمويل من مؤسسة العلوم الوطنية وانضم إلى فريق من الباحثين. توفي رئيس المشروع فجأة وترك الفريق بلا قيادي وغير ممول، لذلك انضم بلوتنيك إلى شركة وول ستريت للسنوات السبع القادمة كمحلل بحثي، حيث بدأ اهتمامه بالكتابة في الظهور، وبدأ في كتابة بعض الكتب عن بعض الموضوعات المتعلقة بدراسته. وكان أول كتابين لهما يستندان إلى تجاربه الفعلية. حصل بلوتنيك على درجة الدكتوراه، في عام 1978 من خلال التعلم بالمراسلة من جامعة المحيط الهادئ الغربية، في لوس أنجلوس. استندت دراسته إلى منحة جبهة الخلاص الوطني كأساس للبحوث الجارية في تأثيره على المسار الداخلي للمجتمع والاستثمار. أصبح بلوتنيك كاتب عمود لمجلة فوربس في علم النفس الصناعي وبدأ في كتابة كتب العلوم الاجتماعية.

## التحقيق في أوراق الاعتماد والمنهجية
وجدت الصحافة أن كتب بلوتنيك في البحوث الاجتماعية لم تكن مدعومة من قبل الاستقصاء والتجارب اللازمة. تم إلغاء عموده اليومي في مجلة فوربس في عام 1987. أصبح بلوتنيك أيضًا موضوع جديد للتحقيق الجنائي في ولاية يورك لانتحاله صفة طبيب نفسي دون ترخيص. لم يكن لدى بلوتنيك رخصة لممارسة علم النفس في نيويورك في ذلك الوقت، لكنه وصف نفسه في كتبه كأخصائي علم النفس وغالبًا ما كان يستخدم لقب «الدكتور».
رفض بلوتنيك الاعتراف بالاحتيال، وتابع اهتمامه بالبحوث الطبية الحيوية. تم قبوله كطالب دراسات عليا لبيولوجيا الخلية في كلية الطب بجامعة هارفارد، إذ اعتبر أكبر طالب دراسات عليا يتم قبوله، وحصل على درجة الدكتوراه في علم الأحياء الخلوي في عام 1994. نشر بلوتنيك العديد من المساهمات في استعراض الأقران الخاص بالمجال الطبي الحيوي، ثم حصل بعد ذلك على درجة الزمالة ثم الدكتوراه.
توفي بلوتنيك نتيجة التليف الرئوي في عام 2004، في كامبريدج، ماساتشوستس.

## روابط خارجية
- Review of Srully Blotnick's books by Harley Hahn.